# Hello! Hello!
『Hello! Hello!』（ハローハロー）は、岩崎宏美の29枚目のオリジナル・アルバム。2017年8月16日発売。発売元はインペリアルレコード。　企画品番 TECI-1554

## 解説
- 2017年11月03日にはインペリアルレコードより、30cmLPアルバムが発売された。　企画品番 TEJI-37014

- 66枚目のシングル「Thank You!」とそのカップリング「歌になりたい」と、67枚目のシングル「光の軌跡」と、68枚目のシングル「絆」とそのカップリング「夢の線路」が収録されている。

## 収録曲
1. Hello! Hello!
  - 作詞：川島隆寛・上田起士、作曲：川島隆寛、編曲：上杉洋史
2. 大切な人
  - 作詞：岩崎宏美、作曲：国府弘子、編曲：大坪稔明
3. シアワセ色
  - 作詞・作曲：田村武也、編曲：上杉洋史
4. 虹をわたりましょう
  - 作詞・作曲：BOUNCEBACK、編曲：上杉洋史
5. 光の軌跡
  - 作詞：京えりこ、作曲：池間史規、編曲：渡辺俊幸
6. 絆
  - 作詞：土屋誠真・竹森巧、作曲：竹森巧、編曲：上杉洋史
7. 歌になりたい
  - 作詞：遠藤幸三、作曲：野井洋児、編曲：上杉洋史
8. Thank You!
  - 作詞・作曲・編曲：斎藤誠
9. 夢の線路
  - 作詞・作曲：田村武也、編曲：上杉洋史
10. 栞
  - 作詞・作曲：UZA、編曲：上杉洋史